# Carolina Solberg
Carolina Salgado Collett Solberg (Rio de Janeiro, 6 augustus 1987) is een Braziliaans beachvolleybalspeelster.
Solberg werd wereldkampioen beachvolleybal O23, in 2004 met Taiana Lima, en in 2005 met Camillinha Saldanha. Ook speelde ze samen met haar zus Maria Clara Salgado. 
In 2021 speelt ze samen met Bárbara Seixas, die een zilveren medaille behaalde op de Olympische Zomerspelen in 2016.

## Bolsanaro
In september 2020 gaf Solberg tijdens een live-interview op SporTV commentaar op het beleid van president Jair Bolsonaro van Brazilië. Hierdoor kreeg ze commentaar van fans van de president, alsook van de sportbond. De Braziliaanse volleybalbond gaf haar een boete van 100.000 reais (16.500 euro) voor het geven van haar persoonlijke mening, die niets met de sport te maken hebben, en een uitsluiting van zes wedstrijden. Solberg noemde dit een aanval op de vrije meningsuiting, en in de vele interviews die ze na dit incident gaf, stak ze haar mening niet onder stoelen of banken. Ze kreeg onder andere steun van haar moeder Isabel Salgado, die ook een voormalig volleybalspeelster is.